# Kvinderum
Kvinderum er en dansk dokumentarfilm fra 1993 med instruktion og manuskript af Stine Korst.

## Handling
Overgangsalderen eller klimakteriet er et tabuemne for mange; der er stor uvidenhed og mytedannelse omkring fænomenet. Fem kvinder fortæller om tanker, følelser og oplevelser, og hele tiden dukker ordet kvalitet op. Med indlevelse og humor sætter filmen fokus på et af livets vilkår og oplyser et førhen så dunkelt område.